# Sovjet-Unie op de Olympische Zomerspelen 1952
De Sovjet-Unie debuteerde op de Olympische Zomerspelen tijdens de Olympische Zomerspelen 1952 in Helsinki, Finland. Het bereikte de tweede plaats in het medailleklassement, achter de Verenigde Staten. Op de volgende Zomerspelen zouden altijd meer dan 22 gouden medailles worden gewonnen.

## Medailleoverzicht
| Sport         | Olympiër | Discipline                           | Medaille |
| ------------- | --- | ------------------------------------ | -------- |
| Atletiek      | Nina Romashkova | discuswerpen (v)                     | Goud     |
| Atletiek      | Galina Zybina | kogelstoten (v)                      | Goud     |
| Gewichtheffen | Ivan Oedodov | -56kg (m)                            | Goud     |
| Gewichtheffen | Rafael Tsjimisjkjan | -60kg (m)                            | Goud     |
| Gewichtheffen | Trofim Lomakin | -82,5kg (m)                          | Goud     |
| Roeien        | Joeri Tjoekalov | skiff (m)                            | Goud     |
| Schietsport   | Anatoli Bogdanov | 300m militair geweer 3 houdingen (m) | Goud     |
| Turnen        | Viktor Tsjoekarin Grant Sjaginjan Valentin Moeratov Jevgeni Korolkov Vladimir Beljakov Josif Berdijev Michail Perelman Dmitri Leonkin                         | meerkamp team (m)                    | Goud     |
| Turnen        | Viktor Tsjoekarin | individuele meerkamp team (m)        | Goud     |
| Turnen        | Viktor Tsjoekarin | paard voltige (m)                    | Goud     |
| Turnen        | Viktor Tsjoekarin | sprong (m)                           | Goud     |
| Turnen        | Grant Sjaginjan | ringen (m)                           | Goud     |
| Turnen        | Maria Gorokhovskaya Nina Bocharova Galina Minaitsjeva Galina Oerbanovitsj Pelageja Danilova Galina Sjamrai Medeja Dzjoegeli Jekaterina Kalintsjoek            | meerkamp team (v)                    | Goud     |
| Turnen        | Maria Gorokhovskaya | individuele meerkamp (v)             | Goud     |
| Turnen        | Nina Bocharova | balk (v)                             | Goud     |
| Turnen        | Jekaterina Kalintsjoek | sprong (v)                           | Goud     |
| Worstelen     | Boris Goerevitsj | -52kg Grieks-Romeins (m)             | Goud     |
| Worstelen     | Jakov Poenkin | -62kg Grieks-Romeins (m)             | Goud     |
| Worstelen     | Sjazam Safin | -67kg Grieks-Romeins (m)             | Goud     |
| Worstelen     | Johannes Kotkas | +87kg Grieks-Romeins (m)             | Goud     |
| Worstelen     | David Tsimakoeridze | -79kg vrije stijl (m)                | Goud     |
| Worstelen     | Arsen Mekokisjvili | +87kg vrije stijl (m)                | Goud     |
| Atletiek      | Joeri Litoejev | 400m horden (m)                      | Zilver   |
| Atletiek      | Vladimir Kazantsev | 3000m steeplechase (m)               | Zilver   |
| Atletiek      | Boris Tokarjev Lev Kaljajev Levan Sanadze Vladimir Soecharev                                                                                                  | 4x100m (m)                           | Zilver   |
| Atletiek      | Leonid Sjtsjerbakov | hink-stap-springen (m)               | Zilver   |
| Atletiek      | Maria Goloebnitshaja | 80m horden (v)                       | Zilver   |
| Atletiek      | Aleksandra Tsjoedina | verspringen (v)                      | Zilver   |
| Atletiek      | Aleksandra Tsjoedina | speerwerpen (v)                      | Zilver   |
| Atletiek      | Aleksandra Tsjoedina | discuswerpen (v)                     | Zilver   |
| Basketbal     | Heino Kruus Ilmar Kullam Justinas Lagunavičius Joann Lõssov Aleksandr Moisejev Joeri Ozerov Kazys Petkevičius Stasys Stonkus Maigonis Valdmanis Viktor Vlasov | mannen                               | Zilver   |
| Boksen        | Viktor Mednov | -63,5kg (m)                          | Zilver   |
| Boksen        | Sergej Sjtsjerbakov | -67kg (m)                            | Zilver   |
| Gewichtheffen | Nikolai Saksonov | -60kg (m)                            | Zilver   |
| Gewichtheffen | Jevgeni Lopatin | -67,5kg (m)                          | Zilver   |
| Gewichtheffen | Grigori Novak | -90kg (m)                            | Zilver   |
| Roeien        | Georgi Zjilin Igor Jemtsjoek | dubbel-twee (m)                      | Zilver   |
| Roeien        | Jevgeni Brago Vladimir Rodimoesjkin Aleksej Komarov Igor Borisov Slava Amiragov Leonid Gissen Jevgeni Samsonov Vladimir Krjoekov Igor Poljakov                | acht (m)                             | Zilver   |
| Schietsport   | Boris Andrejev | 50m geweer liggend (m)               | Zilver   |
| Turnen        | Grant Sjaginjan | individuele meerkamp (m)             | Zilver   |
| Turnen        | Grant Sjaginjan | paard voltige (m)                    | Zilver   |
| Turnen        | Jevgeni Korolkov |                                      | Zilver   |
| Turnen        | Viktor Tsjoekarin | brug (m)                             | Zilver   |
| Turnen        | Viktor Tsjoekarin | ringen (m)                           | Zilver   |
| Turnen        | Nina Bocharova | individuele meerkamp (v)             | Zilver   |
| Turnen        | Maria Gorokhovskaya | brug (v)                             | Zilver   |
| Turnen        | Maria Gorokhovskaya | balk (v)                             | Zilver   |
| Turnen        | Maria Gorokhovskaya | sprong (v)                           | Zilver   |
| Turnen        | Maria Gorokhovskaya | vloer (v)}                           | Zilver   |
| Turnen        | Maria Gorokhovskaja Nina Botsjarova Galina Minaitsjeva Galina Oerbanovitsj Pelageja Danilova Galina Sjamrai Medeja Dzjoegeli Jekaterina Kalintsjoek           | meerkamp team gereedschap (v)        | Zilver   |
| Worstelen     | Sjalva Tsjikhladze | -87kg Grieks-Romeins (m)             | Zilver   |
| Worstelen     | Rasjid Mamedbekov | -57kg vrije stijl (m)                | Zilver   |
| Atletiek      | Aleksandr Anufrijev | 10000m (m)                           | Brons    |
| Atletiek      | Bruno Junk | 10km snelwandelen (m)                | Brons    |
| Atletiek      | Nadeshda Sjnykina | 200m (v)                             | Brons    |
| Atletiek      | Aleksandra Tsjoedina | hoogspringen (v)                     | Brons    |
| Atletiek      | Klavdia Tochonova | kogelstoten (v)                      | Brons    |
| Atletiek      | Nina Doembadse | discuswerpen (v)                     | Brons    |
| Atletiek      | Jelena Gortsjakova | speerwerpen (v)                      | Brons    |
| Boksen        | Anatoli Boelakov | -51kg (m)                            | Brons    |
| Boksen        | Gennadi Garboezov | -54kg (m)                            | Brons    |
| Boksen        | Boris Tisjin | -71kg (m)                            | Brons    |
| Boksen        | Anatoli Perov | -81kg (m)                            | Brons    |
| Gewichtheffen | Arkadi Vorobjov | -82,5kg (m)                          | Brons    |
| Kanovaren     | Nina Savina | K-1 500m (v)                         | Brons    |
| Schietsport   | Lev Vainsjtein | 300m militair geweer 3 houdingen (m) | Brons    |
| Schietsport   | Boris Andrejev | 50m geweer 3 houdingen (m)           | Brons    |
| Turnen        | Dmitri Leonkin | ringen (m)                           | Brons    |
| Turnen        | Galina Minaicheva | sprong (v)                           | Brons    |
| Worstelen     | Artem Terjan | -57kg Grieks-Romeins (m)             | Brons    |
| Worstelen     | Nikolai Belov | -79kg Grieks-Romeins (m)             | Brons    |

## Deelnemers en resultaten

### Atletiek
| Olympiër | Discipline               | Resultaat | Prestatie |
| --- | ------------------------ | --------- | --- |
| Mikhail Kazantsev | 100m (m)                 | 30e       | serie 3: 3de in 11,16 |
| Levan Sanadze | 100m (m)                 | 27e       | serie 4: 3de in 11,13 |
| Vladimir Sukharev | 100m (m)                 | 8e        | serie 7: 1ste in 10,93 kwartfinale 4: 3de in 10,92 halve finale 1: 3de in 10,86 finale: 5de in 10,88 |
| Feodosiy Golubev | 200m (m)                 | DNS       | serie 17: niet gestart |
| Levan Sanadze | 200m (m)                 | 25e       | serie 2: 2de in 22,26 kwartfinale 5: 4de in 22,26 |
| Vladimir Sukharev | 200m (m)                 | 14e       | serie 8: 1ste in 22,08 kwartfinale 6: 3de in 21,88 |
| Ardalion Ignatyev | 400m (m)                 | 9e        | serie 2: 1ste in 48,22 kwartfinale 4: 3de in 48,25 halve finale 1: 5de in 47,49 |
| Yury Lituyev | 400m (m)                 | 28e       | serie 11: 2de in 49,01 |
| Edmunds Pīlāgs | 400m (m)                 | 31e       | serie 9: 3de in 49,29 |
| Pyotr Chevgun | 800m (m)                 | 13e       | serie 4: 2de in 1.51,8 halve finale 1: 7de in 1.52,8 |
| Georgy Ivakin | 800m (m)                 | 30e       | serie 5: 5de in 1.56,4 |
| Gennady Modoy | 800m (m)                 | 21e       | serie 1: 3de in 1.55,8 halve finale 2: 7de in 1.55,7 |
| Nikolay Belokurov | 1500m (m)                | 23e       | serie 5: 4de in 3.56,4 halve finale 2: 11de in 3.55,6 |
| Nikolay Kuchurin | 1500m (m)                | 45e       | serie 4: 8ste in 4.03,6 |
| Mihail Velsvebel | 1500m (m)                | 18e       | serie 2: 4de in 3.52,6 halve finale 1: 11de in 3.52,6 |
| Aleksandr Anufriyev | 5000m (m)                | 10e       | serie 3: 1ste in 14.23,6 finale: 10de in 14.31,4 |
| Nikifor Popov | 5000m (m)                | 17e       | serie 1: 6de in 14.28,5 |
| Ivan Semyonov | 5000m (m)                | 16e       | serie 2: 6de in 14.28,0 |
| Aleksandr Anufriyev | 10000m (m)               | Brons     | 29.48,2 |
| Nikifor Popov | 10000m (m)               | 11e       | 30.24,2 |
| Ivan Pozhidayev | 10000m (m)               | 9e        | 30.13,4 |
| Yevgeny Bulanchik | 110m horden (m)          | 4e        | serie 2: 1ste in 14,65 halve finale 2: 2de in 14,70 finale: 4de in 14,73 |
| Sergey Popov | 110m horden (m)          | 7e        | serie 1: 2de in 14,99 halve finale 1: 4de in 15,04 |
| Yury Lituyev | 400m horden (m)          | Zilver    | serie 4: 1ste in 53,5 kwartfinale 3: 1ste in 52,2 halve finale 1: 1ste in 51,8 finale: 2de in 51,3 |
| Timofey Lunyov | 400m horden (m)          | 11e       | serie 2: 1ste in 54,3 kwartfinale 4: 1ste in 52,7 halve finale 2: 5de in 53,1 |
| Anatoly Yulin | 400m horden (m)          | 4e        | serie 3: 1ste in 53,6 kwartfinale 1: 2de in 52,4 halve finale 1: 3de in 52,1 finale: 4de in 52,8 |
| Vladimir Kazantsev | 3000m steeplechase (m)   | Zilver    | serie 1: 1ste in 8.58,0 (OR) finale: 2de in 8.51,6 |
| Fyodor Marulin | 3000m steeplechase (m)   | 14e       | serie 2: 5de in 9.08,4 |
| Mikhail Saltykov | 3000m steeplechase (m)   | 7e        | serie 3: 2de in 8.55,8 finale: 7de in 8.56,2 |
| Boris Tokarev Lev Kalyayev Levan Sanadze Vladimir Sukharev Feodosiy Golubev Leonid Grigoryev Mikhail Kazantsev                             | 4x100m (m)               | Zilver    | serie 4: 1ste in 41,3 halve finale 1: 2de in 40,7 finale: 2de in 40,3 |
| Ardalion Ignatyev Gennady Slepnyov Edmunds Pīlāgs Yury Lituyev Grigory Ilyin Heino Potter Revas Trapaydze Anatoly Yulin                    | 4x400m (m)               | 7e        | serie 3: 3de in 3.12,65 |
| Yakov Moskachenkov | marathon (m)             | 20e       | 2:34.43,8 |
| Grigory Suchkov | marathon (m)             | 28e       | 2:38.28,8 |
| Feodosy Vanin | marathon (m)             | 27e       | 2:38.22,0 |
| Bruno Junk | 10km snelwandelen (m)    | Brons     | serie 1: 1ste in 45.05,8 finale: 3de in 45.41,0 |
| Ivan Yarmysh | 10km snelwandelen (m)    | 6e        | serie 1: 6de in 47.26,0 finale: 6de in 46.07,0 |
| Pēteris Zeltiņš | 10km snelwandelen (m)    | DSQ       | serie 2: gediskwalificeerd |
| Pavel Kazankov | 50km snelwandelen (m)    | 23e       | 5:02.37,8 |
| Sergey Lobastov | 50km snelwandelen (m)    | 5e        | 4:32.34,2 |
| Vladimir Ukhov | 50km snelwandelen (m)    | 6e        | 4:32.51,6 |
| Nikolay Andryushchenko | verspringen (m)          | 22e       | kwalificatie groep A: 11de met 6,74m |
| Leonid Grigoryev | verspringen (m)          | 6e        | kwalificatie groep A: 7de met 7,09m finale: 6de met 7,14m |
| Khandadash Madatov | verspringen (m)          | DNF       | kwalificatie groep B: geen geldige poging |
| Vladimir Filippov | hink-stap-springen (m)   | DNS       | kwalificatie groep A: niet gestart |
| Leonid Shcherbakov | hink-stap-springen (m)   | Zilver    | kwalificatie groep B: 1ste met 15,05m finale: 2de met 15,98m |
| Yury Ilyasov | hoogspringen (m)         | 13e       | kwalificatie groep A: 11de met 1,87m finale: 13de met 1,90m |
| Oleg Mamonov | hoogspringen (m)         | DNS       | niet gestart |
| Yevgeny Vansovich | hoogspringen (m)         | 28e       | kwalificatie groep B: 15de met 1,87m finale: 28ste met 1,80m |
| Vladimir Brazhnik | polsstokhoogspringen (m) | 7e        | kwalificatie groep A: 5de met 4,00m finale: 7de met 4,20m |
| Pyotr Denisenko | polsstokhoogspringen (m) | 4e        | kwalificatie groep A: 1ste met 4,00m finale: 4de met 4,40m |
| Viktor Knyazev | polsstokhoogspringen (m) | 8e        | kwalificatie groep B: 10de met 4,00m finale: 8ste met 4,20m |
| Georgy Fyodorov | kogelstoten (m)          | 7e        | kwalificatie: 7de met 15,16m finale: 7de met 16,06m |
| Oto Grigalka | kogelstoten (m)          | 4e        | kwalificatie: 2de met 15,90m finale: 4de met 16,78m |
| Boris Butenko | discuswerpen (m)         | 11e       | kwalificatie groep A: 7de met 46,43m finale: 11de met 48,15m |
| Oto Grigalka | discuswerpen (m)         | 6e        | kwalificatie groep A: 3de met 48,93m finale: 6de met 50,71m |
| Boris Matveyev | discuswerpen (m)         | 10e       | kwalificatie groep B: 9de met 46,31m finale: 10de met 48,70m |
| Vladimir Kuznetsov | speerwerpen (m)          | 6e        | kwalificatie groep A: 10de met 64,38m finale: 6de met 70,37m |
| Yury Shcherbakov | speerwerpen (m)          | 13e       | kwalificatie groep B: 7de met 64,39m finale: 13de met 64,52m |
| Viktor Tsybulenko | speerwerpen (m)          | 4e        | kwalificatie groep B: 1ste met 69,42m finale: 4de met 71,72m |
| Georgy Dybenko | kogelslingeren (m)       | 8e        | kwalificatie groep B: 3de met 53,70m finale: 8ste met 55,03m |
| Mikhail Krivonosov | kogelslingeren (m)       | DNF       | kwalificatie groep B: 5de met 51,15m finale: geen geldige poging |
| Nikolay Redkin | kogelslingeren (m)       | 5e        | kwalificatie groep B: 4de met 53,58m finale: 5de met 56,55m. |
| Pyotr Kozhevnikov | tienkamp (m)             | DNF       | 100m: 5de in 11,4 verspringen: 26ste met 5,80m |
| Sergey Kuznetsov | tienkamp (m)             | 10e       | 100m: 5de in 11,4 verspringen: 2de met 7,09m kogelstoten: 18de met 11,71m hoogspringen: 18de met 1,65m 400m: 14de in 53,00 110m horden: 15de in 16,74 discuswerpen: 4de met 41,04m polsstokhoogspringen: 7de met 3,60m speerwerpen: 21ste met 43,19m 1500m: 5de in 4.42,22 totaal: 5937 punten |
| Vladimir Volkov | tienkamp (m)             | 4e        | 100m: 5de in 11,4 verspringen: 2de met 7,09m kogelstoten: 11de met 12,62m hoogspringen: 8ste met 1,75m 400m: 7de in 51,28 110m horden: 6de in 16,11 discuswerpen: 12de met 38,04m polsstokhoogspringen: 4de met 3,80m speerwerpen: 3de met 56,68m 1500m: 2de in 4.33,25 totaal: 6674 punten    |
| |                          |           | |
| Vera Kalashnikova | 100m (v)                 | 7e        | serie 9: 2de in 12,2 kwartfinale 3: 2de in 12,1 halve finale 2: 5de in 12,1 |
| Nadezhda Khnik'ina | 100m (v)                 | 27e       | serie 12: 2de in 12,0 kwartfinale 4: 1ste in 12,0 halve finale 1: 4de in 12,1 |
| Irina Turova | 100m (v)                 | 13e       | serie 3: 2de in 12,0 kwartfinale 2: 4de in 12,1 |
| Flora Kazantseva | 200m (v)                 | 28e       | serie 1: 5de in 25,7 |
| Nadezhda Khnik'ina | 200m (v)                 | Brons     | serie 2: 1ste in 24,3 (OR) halve finale 2: 1ste in 24,1 finale: 3de in 24,2 |
| Yevgeniya Sechenova | 200m (v)                 | 10e       | serie 7: 1ste in 25,4 halve finale 1: 5de in 25,2 |
| Anna Aleksandrova | 80m horden (v)           | 15e       | serie 5: 3de in 11,5 |
| Elene Gok'ieli | 80m horden (v)           | 7e        | serie 3: 1ste in 11,5 halve finale 1: 4de in 11,1 |
| Mariya Golubnichaya | 80m horden (v)           | Zilver    | serie 6: 1ste in 11,1 halve finale 2: 1ste in 11,2 finale: 2de in 11,1 |
| Irina Turova Yevgeniya Sechenova Nadezhda Khnik'ina Vera Kalashnikova Valentina Lituyeva Aleksandra Chudina Flora Kazantseva Nina Tyurkina | 4x100m (v)               | 4e        | serie 3: 2de in 46,7 finale: 4de in 46,3 |
| Aleksandra Chudina | verspringen (v)          | Zilver    | kwalificatie groep A: 1ste met 5,77m finale: 2de met 6,14m |
| Valentina Lituyeva | verspringen (v)          | 11e       | kwalificatie groep B: 8ste met 5,51m finale: 11de met 5,65m |
| Nina Tyurkina | verspringen (v)          | 6e        | kwalificatie groep B: 3de met 5,77m finale: 6de met 5,81m |
| Aleksandra Chudina | hoogspringen (v)         | Brons     | 1,63m |
| Galina Ganeker | hoogspringen (v)         | 11e       | 1,55m |
| Nina Kossova | hoogspringen (v)         | 7e        | 1,58m |
| Klavdiya Tochonova | kogelstoten (v)          | Brons     | kwalificatie: 1ste met 13,88m finale: 3de met 14,50m |
| Tamara Tyshkevich | kogelstoten (v)          | 4e        | kwalificatie: 8ste met 12,76m finale: 4de met 14,42m |
| Galina Zybina | kogelstoten (v)          | Goud      | kwalificatie: 3de met 13,66m finale: 1ste met 15,28m (WR) |
| Yelizaveta Bagryantseva | discuswerpen (v)         | Zilver    | kwalificatie: 6de met 40,73m finale: 2de met 47,08m |
| Nino Dumbadze | discuswerpen (v)         | Brons     | kwalificatie: 2de met 43,20m finale: 3de met 46,29m |
| Nina Romashkova | discuswerpen (v)         | Goud      | kwalificatie: 1ste met 45,05m finale: 1ste met 51,42m (OR) |
| Aleksandra Chudina | speerwerpen (v)          | Zilver    | kwalificatie: 1ste met 46,17m (OR) finale: 2de met 50,01m |
| Yelena Gorchakova | speerwerpen (v)          | Brons     | kwalificatie: 4de met 45,18m finale: 3de met 49,76m |
| Galina Zybina | speerwerpen (v)          | 4e        | kwalificatie: 2de met 45,95m finale: 4de met 48,35m |

### Basketbal
| Olympiër | Discipline | Resultaat | Prestatie |
| --- | ---------- | --------- | --- |
| Heino Kruus Ilmar Kullam Justinas Lagunavičius Joann Lõssov Aleksandr Moisejev Joeri Ozerov Kazys Petkevičius Stasys Stonkus Maigonis Valdmanis Viktor Vlasov | mannen     | Zilver    | groep 2: 1ste W van Bulgarije: 74-46 W van Finland: 47-35 W van Mexico: 71-62 kwartfinale groep B: 2de V van Verenigde Staten: 58-86 W van Brazilië: 54-49 W van Chili: 78-60 halve finale: W van Uruguay: 61-57 finale: V van Verenigde Staten: 25-36 |

| Groep 2 |             |             |             |             |        |        |        |        |
| №       | Land        | Wedstrijden | Wedstrijden | Wedstrijden | Punten | Punten | Punten | Punten |
| №       | Land        | G           | W           | V           | V      | T      | Saldo  | Punten |
| 1       | Sovjet-Unie | 3           | 3           | 3           | 192    | 143    | +49    | 6      |
| 2       | Bulgarije   | 3           | 2           | 1           | 163    | 182    | −19    | 5      |
| 3       | Mexico      | 3           | 1           | 2           | 172    | 171    | +1     | 4      |
| 4       | Finland     | 3           | 0           | 3           | 147    | 178    | −31    | 3      |

| Ronde      | Plaats      | Land  | Score     | Land |
| ---------- | ----------- | ----- | --------- | ---- |
| Groepsfase |             |       |           |      |
| Helsinki   | Sovjet-Unie | 74-46 | Bulgarije |      |
| Helsinki   | Sovjet-Unie | 47-35 | Finland   |      |
| Helsinki   | Sovjet-Unie | 71-62 | Mexico    |      |

| Kwartfinale Groep B |                  |             |             |             |            |            |            |        |
| №                   | Land             | Wedstrijden | Wedstrijden | Wedstrijden | Doelpunten | Doelpunten | Doelpunten | Punten |
| №                   | Land             | G           | W           | V           | V          | T          | Saldo      | Punten |
| 1                   | Verenigde Staten | 3           | 3           | 0           | 246        | 166        | +80        | 6      |
| 2                   | Sovjet-Unie      | 3           | 2           | 1           | 190        | 195        | −5         | 5      |
| 3                   | Brazilië         | 3           | 1           | 2           | 177        | 155        | +22        | 4      |
| 4                   | Chili            | 3           | 0           | 3           | 159        | 256        | −97        | 3      |

| Ronde        | Plaats           | Land  | Score       | Land |
| ------------ | ---------------- | ----- | ----------- | ---- |
| Kwartfinale  |                  |       |             |      |
| Helsinki     | Verenigde Staten | 86-58 | Sovjet-Unie |      |
| Helsinki     | Sovjet-Unie      | 54-49 | Brazilië    |      |
| Helsinki     | Sovjet-Unie      | 78-60 | Chili       |      |
| halve finale |                  |       |             |      |
| Helsinki     | Sovjet-Unie      | 61-57 | Uruguay     |      |
| finale       |                  |       |             |      |
| Helsinki     | Verenigde Staten | 36-25 | Sovjet-Unie |      |

### Boksen
| Olympiër           | Discipline  | Resultaat | Prestatie |
| ------------------ | ----------- | --------- | --- |
| Anatoli Bulakov    | -51kg (m)   | Brons     | 1ste ronde: W van NED van der Zee: 3-0 2de ronde: W van ITA Pozzali: 3-0 kwartfinale: W van GBR Dower: 2-1 halve finale: V van GER Basel: 1-2                                                                          |
| Gennady Garbuzov   | -54kg (m)   | Brons     | 1ste ronde: W van BEL Renard: 2-1 2de ronde: W van MEX Guevara: 3-0 kwartfinale: W van TCH Majdloch: 3-0 halve finale: V van IRL McNally: 0-3                                                                          |
| Yury Sokolov       | -57kg (m)   | 17e       | 1ste ronde:'V' van FRA Ventaja: 1-2 |
| Aleksandr Zasukhin | -60kg (m)   | 9e        | 1ste ronde: W van FRA Ferrer: 2-1 2de ronde: V van GBR Reardon: 0-3 |
| Viktor Mednov      | -63,5kg (m) | Zilver    | 1ste ronde: W van AUS Jones: knock-out 2de ronde: W van ROU Ambrus: opgave kwartfinale: W van FRA Weismann: 3-0 halve finale: W van FIN Aarno Mallenius: walk-over finale: V van USA Adkins: 1-2                       |
| Sergei Scherbakov  | -67kg (m)   | Zilver    | 1ste ronde: W van ARG Sarfatti: scheidsrechterlijke beslissing 2de ronde: W van RSA van der Linde: knock-out kwartfinale: W van ITA Vescovi: 3-0 halve finale: W van DEN Jörgensen: 3-0 finale: V van POL Chychła: 0-3 |
| Boris Tishin       | -71kg (m)   | Brons     | 1ste ronde: vrij 2de ronde: W van POL Krawczyk: knock-out kwartfinale: W van BRA de Jesus Cavalheiro: 3-0 halve finale: V van RSA Jacobus van Schalkwyk: 0-3                                                           |
| Boris Siljtshev    | -75kg (m)   | 9e        | 1ste ronde: vrij 2de ronde: V van AUS Madigan: 1-2 |
| Anatoly Perov      | -81kg (m)   | Brons     | 1ste ronde: vrij 2de ronde: W van GBR Cooper: 2-1 kwartfinale: W van ITA Alfonsetti: 3-0 halve finale: V van ARG Pacenza: 0-3                                                                                          |
| Algirdas Šocikas   | -81kg (m)   | 5e        | 1ste ronde: W van POL Gościański: knock-out 2de ronde: vrij kwartfinale: V van RSA Nieman: knock-out |

### Gewichtheffen
| Olympiër           | Discipline  | Resultaat | Prestatie                                                                                            |
| ------------------ | ----------- | --------- | --- |
| Ivan Udodov        | -56kg (m)   | Goud      | drukken: 4de met 90kg trekken: 1ste met 97,5kg (OR) stoten: 1ste met 127,5kg (OR) totaal: 315kg (WR) |
| Rafael Chimishkyan | -60kg (m)   | Goud      | drukken: 3de met 97,5kg trekken: 1ste met 105kg stoten: 1ste met 135kg totaal: 337,5kg (WR)          |
| Nikolay Saksonov   | -60kg (m)   | Zilver    | duwen: 4de met 95kg trekken: 2de met 105kg stoten: 2de met 132,5kg totaal: 332,5kg                   |
| Yevgeny Lopatin    | -67,5kg (m) | Zilver    | drukken: 7de met 100kg trekken: 4de met 107,5kg stoten: 1ste met 142,5kg totaal: 350kg               |
| Trofim Lomakin     | -82,5kg (m) | Goud      | drukken: 3de met 125kg trekken: 1ste met 127,5kg stoten: 1ste met 165kg (OR) totaal: 417,5kg         |
| Arkady Vorobyov    | -82,5kg (m) | Brons     | drukken: 6de met 120kg trekken: 1ste met 127,5kg stoten: 3de met 160kg totaal: 407,5kg               |
| Grigory Novak      | -90kg (m)   | Zilver    | drukken: 1ste met 140kg (OR) trekken: 2de met 125kg stoten: 9de met 145kg totaal: 410kg              |

### Kanovaren
| Olympiër                                  | Discipline     | Resultaat | Prestatie                                     |
| ----------------------------------------- | -------------- | --------- | --------------------------------------------- |
| Vladimir Kotyrev                          | C-1 1000m (m)  | 8e        | serie 2: 4de in 5.21,2 finale: 8ste in 5.24,5 |
| Pavel Kharin                              | C-1 1000m (m)  | 10e       | 1:03.03,2                                     |
| Aleksandr Krasavin Sergey Chumakov        | C-2 1000m (m)  | 11e       | serie 1: 6de in 4.54,9                        |
| Valentin Orischenko Nikolay Perevozchikov | C-2 10000m (m) | 4e        | 54.34,6                                       |
| Lev Nikitin                               | K-1 1000m (m)  | 8e        | serie 3: 2de in 4.17,1 finale: 8ste in 4.26,5 |
| Ivan Sotnikov                             | K-1 10000m (m) | 7e        | 48.36,8                                       |
| Anatoly Troshenkov Igor Kuznetsov         | K-2 1000m (m)  | 9e        | serie 1: 4de in 3.54,0                        |
| Igor Feoktistov Nikolay Teterkin          | K-2 10000m (m) | 10e       | 47.00,9                                       |
|                                           |                |           |                                               |
| Nina Savina                               | K-1 500m (v)   | Brons     | serie 2: 1ste in 2.22,1 finale: 3de in 2.21,6 |

### Moderne vijfkamp
| Olympiër                                          | Discipline      | Resultaat | Prestatie |
| ------------------------------------------------- | --------------- | --------- | --- |
| Aleksandr Dekhayev                                | individueel (m) | 28e       | paardensport: 36ste met 63 punten schermen: 30ste met 20 overwinningen schietsport: 50ste met 121 punten zwemmen: 6de in 4.23,7 atletiek: 7de in 15.06,3 totaal: 129 punten   |
| Igor Novikov                                      | individueel (m) | 4e        | paardensport: 24ste met 95 punten schermen: 13de met 25 overwinningen schietsport: 4de met 187 punten zwemmen: 4de in 4.16,9 atletiek: 10de in 15.11,66 totaal: 55 punten     |
| Pavel Rakityansky                                 | individueel (m) | 23e       | paardensport: 19de met 97 punten schermen: 28ste met 21 overwinningen schietsport: 34ste met 173 punten zwemmen: 29ste in 5.04,6 atletiek: 13de in 15.15,4 totaal: 123 punten |
| Aleksandr Dekhayev Igor Novikov Pavel Rakityansky | team (m)        | 5e        | paardensport: 7de met 76 punten schermen: 6de met 69 overwinningen schietsport: 11de met 81 punten zwemmen: 4de in 37 punten atletiek: 2de met 30 punten totaal: 293 punten   |

### Paardensport
| Olympiër                                          | Discipline  | Resultaat | Prestatie |
| Dressuur                                          | Dressuur    | Dressuur  | Dressuur |
| ------------------------------------------------- | ----------- | --------- | --- |
| Vladimir Raspopov                                 | individueel | 19e       | 433,50 punten |
| Nikolay Sitko                                     | individueel | 25e       | 377,00 punten |
| Vasily Tikhonov                                   | individueel | 24e       | 395,00 punten |
| Vladimir Raspopov Nikolay Sitko Vasily Tikhonov   | team        | 7e        | 1205,05 punten |
| Eventing                                          |             |           | |
| Yury Andreyev                                     | individueel | DNF       | dressuur: 25ste met 135,00 strafpunten cross-country: gediskwalificeerd                                                                          |
| Valerian Kuybyshev                                | individueel | 10e       | dressuur: 27ste met 139,00 strafpunten cross-country: 5de met 75,00 punten springconcours: 24ste met 20,00 strafpunten totaal: 84,00 strafpunten |
| Boris Lilov                                       | individueel | DNF       | dressuur: 28ste met 139,50 strafpunten cross-country: gediskwalificeerd                                                                          |
| Yury Andreyev Valerian Kuybyshev Boris Lilov      | team        | DNF       | dressuur: 11de met 413,50 strafpunten cross-country: niet gefinisht                                                                              |
| Springconcours                                    |             |           | |
| Gavriil Budyonny                                  | individueel | 47e       | 1ste ronde: 40ste met 23,00 strafpunten 2de ronde: 48ste met 60,25 strafpunten totaal: 83,25 strafpunten                                         |
| Nikolay Shelenkov                                 | individueel | 46e       | 1ste ronde: 47ste met 41,75 strafpunten 2de ronde: 41ste met 20,75 strafpunten totaal: 62,50 strafpunten                                         |
| Mikhail Vlasov                                    | individueel | 43e       | 1ste ronde: 45ste met 40,00 strafpunten 2de ronde: 33ste met 16,00 strafpunten totaal: 56,00 strafpunten                                         |
| Gavriil Budyonny Nikolay Shelenkov Mikhail Vlasov | team        | 14e       | 1ste ronde: 14de met 104,75 strafpunten 2de ronde: 14de met 97,00 strafpunten totaal: 201,75 strafpunten                                         |

### Roeien
| Olympiër | Discipline      | Resultaat | Prestatie                                                                                                |
| --- | --------------- | --------- | --- |
| Yuriy Tyukalov | skiff (m)       | Goud      | serie 4: 1ste in 7.47,9 halve finale 2: 1ste in 7.52,6 finale: 1ste in 8.12,8                            |
| Heorhiy Zhylin Ihor Yemchuk | dubbel-twee (m) | Zilver    | serie 2: 1ste in 7.02,5 halve finale 1: 3de in 7.26,5 herkansingen: 1ste in 7.07,5 finale: 2de in 7.07,5 |
| Mikhail Plaksin Vasily Bagretsov | twee-zonder (m) | 9e        | serie 3: 4de in 8.12,3 herkansingen: 2de in 7.31,9                                                       |
| Yevgeny Morozov Viktor Shevchenko Mikhail Prudnikov                                                                                            | twee-met (m)    | 9e        | serie 4: 3de in 8.05,0 herkansingen: 1ste in 8.03,0 herkansingen 2: 3de in 8.08,4                        |
| Roman Zakharov Yury Rogozov Ivan Makarov Vladimir Kirsanov                                                                                     | vier-zonder (m) | 6e        | serie 1: 2de in 6.37,8 halve finale 2: 4de in 7.32,3 herkansingen: 2de in 6.38,5                         |
| Roman Zakharov Yury Rogozov Ivan Makarov Vladimir Kirsanov Boris Brechko                                                                       | vier-met (m)    | 6e        | serie 1: 2de in 7.19,9 halve finale 2: 4de in 7.11,6 herkansingen: 2de in 7.05,1                         |
| Jevgeni Brago Vladimir Rodimoesjkin Aleksej Komarov Igor Borisov Slava Amiragov Leonid Gissen Jevgeni Samsonov Vladimir Krjoekov Igor Poljakov | acht (m)        | Zilver    | serie 3: 1ste in 6.10,2 halve finale 2: 2de in 6.44,0 herkansingen: 1ste in 6.10,6 finale: 2de in 6.31,2 |

### Schermen
| Olympiër                                                                                    | Discipline      | Resultaat | Prestatie |
| ------------------------------------------------------------------------------------------- | --------------- | --------- | --- |
| Yury Deksbakh                                                                               | degen (m)       | 46e       | 1ste ronde groep 3: 5de met 3 overwinningen                                                                                 |
| Lev Saychuk                                                                                 | degen (m)       | 65e       | 1ste ronde groep 6: 7de met 2 overwinningen                                                                                 |
| Juozas Udras                                                                                | degen (m)       | 73e       | 1ste ronde groep 5: 8ste met 1 overwinning                                                                                  |
| Genrikh Bulgakov Juozas Udras Lev Saychuk Yury Deksbakh Ak'ak'i Meipariani Sergejs Habārovs | degen team (m)  | 14e       | 1ste ronde groep 2: 3de V van Italië: 4-8 G van Verenigde Staten: 8-8                                                       |
| German Bokun                                                                                | floret (m)      | 30e       | 1ste ronde groep 2: 2de met 4 overwinningen kwartfinale 5: 5de met 2 overwinningen                                          |
| Mark Midler                                                                                 | floret (m)      | 32e       | 1ste ronde groep 1: 4de met 3 overwinningen kwartfinale 1: 6de met 0 overwinningen                                          |
| Yulen Uralov                                                                                | floret (m)      | 21e       | 1ste ronde groep 7: 2de met 4 overwinningen kwartfinale 4: 4de met 4 overwinningen                                          |
| Ivan Komarov German Bokun Yulen Uralov Mark Midler Yury Degtyaryov Konstantin Tumanov       | floret team (m) | 12e       | 1ste ronde groep 2: 3de V van Egypte: 4-9 G van Argentinië: 8-8                                                             |
| Boris Belyakov                                                                              | sabel (m)       | 23e       | 1ste ronde groep 5: 2de met 4 overwinningen kwartfinale 3: 5de met 3 overwinningen                                          |
| Lev Kuznetsov                                                                               | sabel (m)       | 28e       | 1ste ronde groep 7: 3de met 5 overwinningen kwartfinale 2: 6de met 3 overwinningen                                          |
| Ivan Manayenko                                                                              | sabel (m)       | 13e       | 1ste ronde groep 4: 1ste met 5 overwinningen kwartfinale 1: 3de met 5 overwinningen halve finale 1: 4de met 2 overwinningen |
| Ivan Manayenko Mark Midler Vladimir Vyshpolsky Lev Kuznetsov Boris Belyakov I. Tarasov      | floret team (m) | 16e       | 1ste ronde groep 4: 3de V van België: 2-9 V van Duitsland: 7-9                                                              |
|                                                                                             |                 |           | |
| Appolinariya Plekhanova                                                                     | floret (v)      | 16e       | 1ste ronde groep 5: 4de met 2 overwinningen kwartfinale 3: 6de met 2 overwinningen halve finale 2: 8ste met 1 overwinning   |
| Anna Ponomaryova                                                                            | floret (v)      | 23e       | 1ste ronde groep 3: 2de met 4 overwinningen kwartfinale 2: 1ste met 5 overwinningen                                         |
| Nadezhda Shitikova                                                                          | floret (v)      | 17e       | 1ste ronde groep 2: 4de met 3 overwinningen kwartfinale 1: 5de met 1 overwinning                                            |

### Schietsport
| Olympiër            | Discipline                  | Resultaat | Prestatie                       |
| ------------------- | --------------------------- | --------- | ------------------------------- |
| Boris Andreyev      | 50m geweer 3 houdingen (m)  | Brons     | 1163 punten: (376-387-400)      |
| Pyotr Avilov        | 50m geweer 3 houdingen (m)  | 5e        | 1162 punten: (382-385-395)      |
| Boris Andreyev      | 50m geweer liggend (m)      | Zilver    | 400 punten: (100-100-100-100)   |
| Pyotr Avilov        | 50m geweer liggend (m)      | 24e       | 395 punten: (99-98-99-99)       |
| Anatoli Bogdanov    | 300m geweer 3 houdingen (m) | Goud      | 1123 punten: (359-376-388) (OR) |
| Lev Vainshtein      | 300m geweer 3 houdingen (m) | Brons     | 1109 punten: (355-376-378)      |
| Konstantin Martazov | 50m pistool (m)             | 4e        | 546 punten: (91-95-89-93-90-88) |
| Lev Vainshtein      | 50m pistool (m)             | 5e        | 546 punten: (92-91-90-91-92-90) |
| Vasily Frolov       | 25m snelvuurpistool (m)     | 8e        | 573 punten: (282-291)           |
| Vasily Novikov      | 25m snelvuurpistool (m)     | 5e        | 569 punten: (279-290)           |
| Ivan Isayev         | trap (m)                    | 10e       | 185 punten: (91-94)             |
| Yury Nikandrov      | trap (m)                    | 15e       | 183 punten: (92-91)             |
| Pyotr Nikolayev     | 100m lopend hert (m)        | 7e        | 385 punten: (185-200)           |
| Vladimir Sevryugin  | 100m lopend hert (m)        | 7e        | 383 punten: (194-189)           |

### Schoonspringen
| Olympiër                | Discipline    | Resultaat | Prestatie                                                       |
| ----------------------- | ------------- | --------- | --------------------------------------------------------------- |
| Roman Brener            | 3m plank (m)  | 5e        | voorronde: 7de met 69,37 punten finale: 5de met 165,63 punten   |
| Gennadi Oedalov         | 3m plank (m)  | 13e       | voorronde: 13de met 65,99 punten                                |
| Aleksey Zigalov         | 3m plank (m)  | 8e        | voorronde: 6de met 71,25 punten finale: 8ste met 151,31 punten  |
| Aleksandr Bakatin       | 10m toren (m) | 7e        | voorronde: 7de met 71,86 punten finale: 7de met 126,86 punten   |
| Roman Brener            | 10m toren (m) | 8e        | voorronde: 8ste met 71,01 punten finale: 8ste met 126,31 punten |
| Mikhail Chachba         | 10m toren (m) | 17e       | voorronde: 17de met 65,02 punten                                |
|                         |               |           |                                                                 |
| Valentina Chumicheva    | 3m plank (v)  | 10e       | voorronde: 10de met 52,15 punten                                |
| Ninel Krutova           | 3m plank (v)  | 4e        | voorronde: 4de met 56,18 punten finale: 4de met 116,86 punten   |
| Lyubov Shigalova        | 3m plank (v)  | 6e        | voorronde: 7de met 54,18 punten finale: 6de met 113,83 punten   |
| Yevgeniya Bogdanovskaya | 10m toren (v) | 8e        | voorronde: 8ste met 40,67 punten finale: 8ste met 57,50 punten  |
| Ninel Krutova           | 10m toren (v) | 14e       | voorronde: 14de met 32,35 punten                                |
| Tatyana Vereina         | 10m toren (v) | 6e        | voorronde: 5de met 43,26 punten finale: 6de met 61,09 punten    |

### Turnen
| Olympiër | Discipline                    | Resultaat | Prestatie |
| --- | ----------------------------- | --------- | --- |
| Vladimir Belyakov | brug (m)                      | 8e        | 19,25 punten |
| Iosif Berdiyev | brug (m)                      | 11e       | 19,15 punten |
| Viktor Chukarin | brug (m)                      | Zilver    | 19,60 punten |
| Yevgeny Korolkov | brug (m)                      | 5e        | 19,30 punten |
| Dmitry Leonkin | brug (m)                      | 127e      | 16,70 punten |
| Valentin Muratov | brug (m)                      | 8e        | 19,25 punten |
| Mikhail Perlman | brug (m)                      | 15e       | 19,00 punten |
| Hrant Shahinyan | brug (m)                      | 4e        | 19,35 punten |
| Vladimir Belyakov | paard voltige (m)             | 7e        | 19,10 punten |
| Iosif Berdiyev | paard voltige (m)             | 15e       | 18,80 punten |
| Viktor Chukarin | paard voltige (m)             | Goud      | 19,50 punten |
| Yevgeny Korolkov | paard voltige (m)             | Zilver    | 19,40 punten |
| Dmitry Leonkin | paard voltige (m)             | 164e      | 12,10 punten |
| Valentin Muratov | paard voltige (m)             | 32e       | 18,30 punten |
| Mikhail Perlman | paard voltige (m)             | 4e        | 19,30 punten |
| Hrant Shahinyan | paard voltige (m)             | Zilver    | 19,40 punten |
| Vladimir Belyakov | rekstok (m)                   | 23e       | 18,80 punten |
| Iosif Berdiyev | rekstok (m)                   | 38e       | 18,50 punten |
| Viktor Chukarin | rekstok (m)                   | 5e        | 19,40 punten |
| Yevgeny Korolkov | rekstok (m)                   | 23e       | 18,80 punten |
| Dmitry Leonkin | rekstok (m)                   | 43e       | 18,35 punten |
| Valentin Muratov | rekstok (m)                   | 9e        | 19,20 punten |
| Mikhail Perlman | rekstok (m)                   | 29e       | 18,70 punten |
| Hrant Shahinyan | rekstok (m)                   | 14e       | 19,05 punten |
| Vladimir Belyakov | ringen (m)                    | 14e       | 18,95 punten |
| Iosif Berdiyev | ringen (m)                    | 11e       | 19,10 punten |
| Viktor Chukarin | ringen (m)                    | Zilver    | 19,55 punten |
| Yevgeny Korolkov | ringen (m)                    | 7e        | 19,15 punten |
| Dmitry Leonkin | ringen (m)                    | Brons     | 19,40 punten |
| Valentin Muratov | ringen (m)                    | 5e        | 19,35 punten |
| Mikhail Perlman | ringen (m)                    | 13e       | 19,05 punten |
| Hrant Shahinyan | ringen (m)                    | Goud      | 19,75 punten |
| Vladimir Belyakov | sprong (m)                    | 35e       | 18,50 punten |
| Iosif Berdiyev | sprong (m)                    | 7e        | 18,90 punten |
| Viktor Chukarin | sprong (m)                    | Goud      | 19,20 punten |
| Yevgeny Korolkov | sprong (m)                    | 44e       | 18,40 punten |
| Dmitry Leonkin | sprong (m)                    | 19e       | 18,70 punten |
| Valentin Muratov | sprong (m)                    | 19e       | 18,70 punten |
| Mikhail Perlman | sprong (m)                    | 65e       | 18,30 punten |
| Hrant Shahinyan | sprong (m)                    | 35e       | 18,50 punten |
| Vladimir Belyakov | vloer (m)                     | 14e       | 18,75 punten |
| Iosif Berdiyev | vloer (m)                     | 19e       | 18,65 punten |
| Viktor Chukarin | vloer (m)                     | 29e       | 18,45 punten |
| Yevgeny Korolkov | vloer (m)                     | 35e       | 18,30 punten |
| Dmitry Leonkin | vloer (m)                     | 27e       | 18,50 punten |
| Valentin Muratov | vloer (m)                     | 11e       | 18,85 punten |
| Mikhail Perlman | vloer (m)                     | 41e       | 18,15 punten |
| Hrant Shahinyan | vloer (m)                     | 8e        | 18,90 punten |
| Vladimir Belyakov | individuele meerkamp (m)      | 6e        | 113,35 punten |
| Iosif Berdiyev | individuele meerkamp (m)      | 10e       | 113,10 punten |
| Viktor Chukarin | individuele meerkamp (m)      | Goud      | 115,70 punten |
| Yevgeny Korolkov | individuele meerkamp (m)      | 6e        | 113,35 punten |
| Dmitry Leonkin | individuele meerkamp (m)      | 78e       | 103,75 punten |
| Valentin Muratov | individuele meerkamp (m)      | 4e        | 113,65 punten |
| Mikhail Perlman | individuele meerkamp (m)      | 11e       | 112,50 punten |
| Hrant Shahinyan | individuele meerkamp (m)      | Zilver    | 114,95 punten |
| Viktor Tsjoekarin Grant Sjaginjan Valentin Moeratov Jevgeni Korolkov Vladimir Beljakov Josif Berdijev Michail Perelman Dmitri Leonkin               | meerkamp team (m)             | Goud      | brug: 1ste met 96,80 punten paard voltige: 1ste met 96,80 punten rekstok: 4de met 95,30 punten ringen: 1ste met 97,25 punten sprong: 2de met 94,10 punten vloer: 2de met 94,10 punten totaal: 574,35 punten |
| |                               |           | |
| Nina Bocharova | balk (v)                      | Goud      | 19,22 punten |
| Pelageya Danilova | balk (v)                      | 9e        | 18,76 punten |
| Mariya Gorokhovskaya | balk (v)                      | Zilver    | 19,13 punten |
| Medeya Jugeli | balk (v)                      | 15e       | 18,49 punten |
| Yekaterina Kalinchuk | balk (v)                      | 18e       | 18,32 punten |
| Galina Minaicheva | balk (v)                      | 10e       | 18,66 punten |
| Galina Shamray | balk (v)                      | 8e        | 18,79 punten |
| Galina Urbanovich | balk (v)                      | 5e        | 18,93 punten |
| Nina Bocharova | brug (v)                      | 4e        | 18,99 punten |
| Pelageya Danilova | brug (v)                      | 4e        | 18,99 punten |
| Mariya Gorokhovskaya | brug (v)                      | Zilver    | 19,26 punten |
| Medeya Jugeli | brug (v)                      | 9e        | 18,73 punten |
| Yekaterina Kalinchuk | brug (v)                      | 10e       | 18,66 punten |
| Galina Minaicheva | brug (v)                      | 8e        | 18,89 punten |
| Galina Shamray | brug (v)                      | 7e        | 18,93 punten |
| Galina Urbanovich | brug (v)                      | 12e       | 18,62 punten |
| Nina Bocharova | sprong (v)                    | 6e        | 19,03 punten |
| Pelageya Danilova | sprong (v)                    | 12e       | 18,62 punten |
| Mariya Gorokhovskaya | sprong (v)                    | Zilver    | 19,19 punten |
| Medeya Jugeli | sprong (v)                    | 4e        | 19,13 punten |
| Yekaterina Kalinchuk | sprong (v)                    | Goud      | 19,20 punten |
| Galina Minaicheva | sprong (v)                    | Brons     | 19,16 punten |
| Galina Shamray | sprong (v)                    | 23e       | 18,39 punten |
| Galina Urbanovich | sprong (v)                    | 5e        | 19,10 punten |
| Nina Bocharova | vloer (v)                     | 10e       | 18,70 punten |
| Pelageya Danilova | vloer (v)                     | 11e       | 18,66 punten |
| Mariya Gorokhovskaya | vloer (v)                     | Zilver    | 19,20 punten |
| Medeya Jugeli | vloer (v)                     | 12e       | 18,60 punten |
| Yekaterina Kalinchuk | vloer (v)                     | 47e       | 17,73 punten |
| Galina Minaicheva | vloer (v)                     | 6e        | 18,96 punten |
| Galina Shamray | vloer (v)                     | 8e        | 18,86 punten |
| Galina Urbanovich | vloer (v)                     | 4e        | 18,99 punten |
| Nina Bocharova | individuele meerkamp (v)      | Zilver    | 75,94 punten |
| Pelageya Danilova | individuele meerkamp (v)      | 7e        | 75,03 punten |
| Mariya Gorokhovskaya | individuele meerkamp (v)      | Goud      | 76,78 punten |
| Medeya Jugeli | individuele meerkamp (v)      | 9e        | 74,95 punten |
| Yekaterina Kalinchuk | individuele meerkamp (v)      | 13e       | 73,92 punten |
| Galina Minaicheva | individuele meerkamp (v)      | 4e        | 75,67 punten |
| Galina Shamray | individuele meerkamp (v)      | 8e        | 74,97 punten |
| Galina Urbanovich | individuele meerkamp (v)      | 5e        | 75,64 punten |
| Maria Gorokhovskaya Nina Bocharova Galina Minaitsjeva Galina Oerbanovitsj Pelageja Danilova Galina Sjamrai Medeja Dzjoegeli Jekaterina Kalintsjoek  | meerkamp team (v)             | Goud      | balk: 1ste met 150,30 punten brug: 1ste met 151,07 punten sprong: 1ste met 151,82 punten vloer: 2de met 149,70 punten totaal: 527,03 punten                                                                 |
| Maria Gorokhovskaja Nina Botsjarova Galina Minaitsjeva Galina Oerbanovitsj Pelageja Danilova Galina Sjamrai Medeja Dzjoegeli Jekaterina Kalintsjoek | meerkamp team gereedschap (v) | Zilver    | 73,00 punten |

### Voetbal
| Olympiër | Discipline | Resultaat | Prestatie                                                                                           |
| --- | ---------- | --------- | --------------------------------------------------------------------------------------------------- |
| Leonid Ivanov Konstantin Krizhevsky Anatoli Bashashkin Avtandil Chkuaseli Yury Nyrkov Anatoly Ilyin Fridrikh Maryutin Igor Netto Valentin Nikolayev Vasily Trofimov Vsevolod Bobrov Aleksandr Tenyagin Avtandil Gogoberidze Konstantin Beskov Aleksandr Petrov Agustín Gómez | mannen     | 9e        | voorronde: W van Bulgarije: 2-1 1ste ronde: G van Joegoslavië: 5-5 re-match: V van Joegoslavië: 1-3 |

### Waterpolo
| Olympiër | Discipline | Resultaat | Prestatie |
| --- | ---------- | --------- | --- |
| Boris Goikhman Evgeny Semyonov Yury Teplov Lev Kokorin Valentin Prokopov Aleksandr Liferenko Pyotr Mshvenieradze Yury Shlyapin Vitaly Ushakov Anatoly Yegorov | mannen     | 7e        | voorronde: V van Nederland: 2-3 W van India: 12-0 groep B: 2de V van Hongarije: 3-5 W van Egypte: 3-2 W van Duitsland: 6-2 halve finale groep F: 4de G van Joegoslavië: 3-3 V van Nederland: 2-4 5-8ste plek: 3de W van Spanje: 4-3 G van België: 3-3 |

| Groep B |             |             |             |             |             |            |            |            |        |
| №       | Land        | Wedstrijden | Wedstrijden | Wedstrijden | Wedstrijden | Doelpunten | Doelpunten | Doelpunten | Punten |
| №       | Land        | G           | W           | G           | V           | V          | T          | Saldo      | Punten |
| 1       | Hongarije   | 3           | 3           | 0           | 0           | 23         | 4          | +19        | 6      |
| 2       | Sovjet-Unie | 3           | 2           | 0           | 1           | 12         | 9          | +3         | 4      |
| 3       | Egypte      | 3           | 1           | 0           | 2           | 7          | 14         | -7         | 2      |
| 4       | Duitsland   | 3           | 0           | 0           | 3           | 5          | 20         | -15        | 0      |

| Ronde      | Plaats      | Land | Score       | Land |
| ---------- | ----------- | ---- | ----------- | ---- |
| Groepsfase |             |      |             |      |
| Helsinki   | Hongarije   | 5-3  | Sovjet-Unie |      |
| Helsinki   | Sovjet-Unie | 3-2  | Egypte      |      |
| Helsinki   | Sovjet-Unie | 6-2  | Duitsland   |      |

| Halve finale groep F |             |             |             |             |             |            |            |            |        |
| №                    | Land        | Wedstrijden | Wedstrijden | Wedstrijden | Wedstrijden | Doelpunten | Doelpunten | Doelpunten | Punten |
| №                    | Land        | G           | W           | G           | V           | V          | T          | Saldo      | Punten |
| 1                    | Hongarije   | 3           | 1           | 2           | 0           | 11         | 9          | +2         | 4      |
| 2                    | Joegoslavië | 3           | 1           | 2           | 0           | 7          | 6          | +1         | 4      |
| 3                    | Nederland   | 3           | 1           | 1           | 1           | 9          | 8          | +1         | 3      |
| 4                    | Sovjet-Unie | 3           | 0           | 1           | 2           | 8          | 12         | -4         | 1      |

| Ronde      | Plaats      | Land | Score       | Land |
| ---------- | ----------- | ---- | ----------- | ---- |
| Groepsfase |             |      |             |      |
| Helsinki   | Sovjet-Unie | 3-3  | Joegoslavië |      |
| Helsinki   | Nederland   | 4-2  | Sovjet-Unie |      |

| 5-8ste plek |             |             |             |             |             |            |            |            |        |
| №           | Land        | Wedstrijden | Wedstrijden | Wedstrijden | Wedstrijden | Doelpunten | Doelpunten | Doelpunten | Punten |
| №           | Land        | G           | W           | G           | V           | V          | T          | Saldo      | Punten |
| 1           | Nederland   | 3           | 3           | 0           | 0           | 16         | 6          | +10        | 4      |
| 2           | België      | 3           | 1           | 1           | 1           | 11         | 12         | -1         | 4      |
| 3           | Sovjet-Unie | 3           | 1           | 1           | 1           | 9          | 10         | -1         | 3      |
| 4           | Spanje      | 3           | 0           | 0           | 8           | 16         | -8         | 1          |        |

| Ronde      | Plaats      | Land | Score       | Land |
| ---------- | ----------- | ---- | ----------- | ---- |
| Groepsfase |             |      |             |      |
| Helsinki   | Sovjet-Unie | 4-3  | Spanje      |      |
| Helsinki   | België      | 3-3  | Sovjet-Unie |      |

### Wielersport
| Olympiër                                                              | Discipline               | Resultaat | Prestatie                                 |
| Baan                                                                  | Baan                     | Baan      | Baan                                      |
| --------------------------------------------------------------------- | ------------------------ | --------- | ----------------------------------------- |
| Otar Dadunashvili                                                     | sprint (m)               | 13e       | 1ste ronde serie 3: 3de herkansingen: 2de |
| Lev Tsipursky                                                         | tijdrit (m)              | 13e       | 1.15,2                                    |
| Nikolai Matvejev Valentin Mikhaylov Vasily Fedin Viktor Meshkov       | ploegenachtervolging (m) | 13e       | kwalificatie: 14de in 5.00,1              |
| Weg                                                                   |                          |           |                                           |
| Nikolay Babarenko                                                     | wegwedstrijd (m)         | DNF       | niet gefinisht                            |
| Yevgeny Klevtsov                                                      | wegwedstrijd (m)         | 40e       | 5:23.34,00                                |
| Anatoly Kolesov                                                       | wegwedstrijd (m)         | DNF       | niet gefinisht                            |
| Vladimir Kryushkov                                                    | wegwedstrijd (m)         | DNF       | niet gefinisht                            |
| Nikolay Babarenko Yevgeny Klevtsov Anatoly Kolesov Vladimir Kryushkov | wegwedstrijd team (m)    | DNF       | niet gefinisht                            |

### Worstelen
| Olympiër           | Discipline  | Resultaat   | Prestatie |
| Vrije stijl        | Vrije stijl | Vrije stijl | Vrije stijl |
| ------------------ | ----------- | ----------- | --- |
| Georgy Sayadov     | -52kg (m)   | 4e          | 1ste ronde: W van FRA Sigiran: 3-0 2de ronde: W van BEL Mewis: 3-0 3de ronde: W van USA Peery: 3-0 4de ronde: W van GER Weber: 3-0 5de ronde: V van IRI Mollaghasemi: 1-2                                                                      |
| Rashid Mammadbeyov | -57kg (m)   | Zilver      | 1ste ronde: W van IRI Yaghoubi: val 2de ronde: W van SUI Hänni: walk-over 3de ronde: W van USA Borders: val 4de ronde: V van HUN Bencze: 1-2 5de ronde: W van IND Jadhav: 3-0 6de ronde: V van JPN Ishii: 0-3                                  |
| Ibrahim Dadashov   | -62kg (m)   | 9e          | 1ste ronde: W van EGY Essawi: val 2de ronde: V van TUR Şit: 0-3 3de ronde: W van FRA Bielle: 3-0 4de ronde: V van USA Henson: 1-2 |
| Armenak Yaltyryan  | -67kg (m)   | 4e          | 1ste ronde: V van SWE Anderberg: val 2de ronde: W van FIN Talosela: val 3de ronde: W van DEN Østrand: 3-0 4de ronde: vrij 5de ronde: V van IRI Jahanbakht: 0-3                                                                                 |
| Vasyl Rybalko      | -73kg (m)   | 9e          | 1ste ronde: V van TUR Ali Islioğlu: 1-2 2de ronde: V van IRI Mojtabavi: 1-2 |
| David Tsimakuridze | -79kg (m)   | Goud        | 1ste ronde: V van SWE Lindblad: 1-2 2de ronde: W van USA Hodge: val 3de ronde: W van EGY Abdul Ramada Hussain: val 4de ronde: vrij 5de ronde: W van HUN Gurics: 3-0 6de ronde: W van IRI Reza Takhti: 2-1                                      |
| August Englas      | -87kg (m)   | 4e          | 1ste ronde: W van TUR Atan: 3-0 2de ronde: W van IND Jachav: val 3de ronde: W van GER Leichter: val 4de ronde: V van USA Wittenberg: 0-3 5de ronde: V van SWE Palm: 1-2                                                                        |
| Arsen Mekokishvili | +87kg (m)   | Goud        | 1ste ronde: W van HUN Kovács: val 2de ronde: W van GER Waltner: 3-0 3de ronde: W van GBR Richmond: 2-1 4de ronde: W van ITA Vecchi: val 5de ronde: W van SWE Antonsson: 2-1                                                                    |
| Grieks-Romeins     |             |             | |
| Boris Gurevich     | -52kg (m)   | Goud        | 1ste ronde: W van YUG Vukov: 3-0 2de ronde: W van DEN Aage Thomsen: val 3de ronde: W van HUN Kenéz: 3-0 4de ronde: W van BEL Mewis: 3-0 5de ronde: W van FIN Honkala: 3-0 6de ronde: W van ITA Fabra: 3-0                                      |
| Artem Teryan       | -57kg (m)   | Brons       | 1ste ronde: W van POL Toboła: val 2de ronde: W van TUR Demirsüren: 3-0 3de ronde: W van ITA Lombardi: 3-0 4de ronde: W van ROU Popescu: 3-0 5de ronde: W van SWE Persson: 3-0 6de ronde: V van LIB Chihab: 1-2 7de ronde: W van HUN Hódos: 3-0 |
| Yakov Punkin       | -62kg (m)   | Goud        | 1ste ronde: W van FRA Merle: val 2de ronde: vrij 3de ronde: W van LIB Taha: 3-0 4de ronde: W van TUR Bozbey: 3-0 5de ronde: W van HUN Polyák: val 6de ronde: W van EGY Aaal Rashed: val                                                        |
| Shazam Safin       | -67kg (m)   | Goud        | 1ste ronde: W van TUR Akbulut: 3-0 2de ronde: W van NOR Eriksen: val 3de ronde: W van DEN Rasmussen: val 4de ronde: W van ROU Cuc: 3-0 5de ronde: W van TCH Athanasov: val 6de ronde: W van SWE Freij: val                                     |
| Semyon Marushkin   | -73kg (m)   | 4e          | 1ste ronde: W van TCH Sekal: 3-0 2de ronde: W van POL Gołaś: 3-0 3de ronde: W van TUR Şenol: 3-0 4de ronde: V van SWE Andersson: 0-3 |
| Nikolay Belov      | -79kg (m)   | Brons       | 1ste ronde: W van POL Gryt: val 2de ronde: vrij 3de ronde: W van BEL Courtois: walk-over 4de ronde: V van SWE Grönberg: 0-3 5de ronde: V van FIN Rauhala: 3-0                                                                                  |
| Shalva Chikhladze  | -87kg (m)   | Zilver      | 1ste ronde: W van GER Leichter: val 2de ronde: W van ITA Silvestri: 3-0 3de ronde: vrij 4de ronde: V van HUN Kovács: 0-3 5de ronde: W van SWE Nilsson: 3-0 6de ronde: V van FIN Gröndahl: 1-2                                                  |
| Johannes Kotkas    | +87kg (m)   | Goud        | 1ste ronde: W van BEL Baarendse: walk-over 2de ronde: W van SWE Fahlkvist: val 3de ronde: W van ITA Fantoni: val 4de ronde: W van FIN Kovanen: val 5de ronde: W van TCH Růžička: val                                                           |

### Zeilen
| Olympiër                                                                            | Discipline  | Resultaat | Prestatie                           |
| ----------------------------------------------------------------------------------- | ----------- | --------- | ----------------------------------- |
| Pyotr Gorelikov                                                                     | finn klasse | 12e       | 3600 punten: (DNF-12-16-3-8-3-DSQ)  |
| Aleksandr Tshumakov Konstantin Melgunov                                             | star klasse | 17e       | 1680 punten: (18-14-16-12-16-14-12) |
| Ivan Matveyev Yury Golubev Andrey Mazovka                                           | star klasse | 15e       | 1704 punten: (16-15-7-17-8-13-11)   |
| Konstantin Aleksandrov Lev Alekseyev Pavel Pankrashkin                              | 5,5m klasse | 16e       | 971 punten: (16-15-14-16-11-14-14)  |
| Nikolay Yermakov Kirill Kozhevnikov Boris Lobashkov Nikolay Matveyev Fyodor Shutkov | 6m klasse   | 11e       | 867 punten: (11-10-8-11-11-10-10)   |

### Zwemmen
| Olympiër                                                     | Discipline            | Resultaat | Prestatie                                                                  |
| ------------------------------------------------------------ | --------------------- | --------- | -------------------------------------------------------------------------- |
| Lev Balandin                                                 | 100m vrije slag (m)   | 11e       | serie 3: 2de in 58,9 halve finale 2: 4de in 58,8                           |
| Endel Edasi                                                  | 100m vrije slag (m)   | 18e       | serie 8: 3de in 1.00,1 halve finale 1: 7de in 59,8                         |
| Vladimir Skomarovsky                                         | 100m vrije slag (m)   | 24e       | serie 9: 3de in 1.00,0 halve finale 3: 8ste in 1.01,1                      |
| Viktor Drobinsky                                             | 400m vrije slag (m)   | 12e       | serie 2: 2de in 4.56,5                                                     |
| Endel Edasi                                                  | 400m vrije slag (m)   | 13e       | serie 4: 3de in 4.56,8                                                     |
| Vladimir Lavrienko                                           | 1500m vrije slag (m)  | 25e       | serie 4: 5de in 20.07,8                                                    |
| Endel Press                                                  | 1500m vrije slag (m)  | 27e       | serie 3: 4de in 20.11,77                                                   |
| Vladimir Lopatin                                             | 100m rugslag (m)      | 25e       | serie 1: 6de in 1.10,8                                                     |
| Leonid Sagayduk                                              | 100m rugslag (m)      | 26e       | serie 5: 4de in 1.11,4                                                     |
| Viktor Solovyov                                              | 100m rugslag (m)      | 10e       | serie 6: 2de in 1.09,5 halve finale 2: 5de in 1.09,6                       |
| Vladimir Borisenko                                           | 200m schoolslag (m)   | 16e       | serie 6: 3de in 2.43,2 halve finale 2: 8ste in 2.46,2                      |
| Yury Kurchashov                                              | 200m schoolslag (m)   | 26e       | serie 2: 6de in 2.47,3                                                     |
| Pyotr Skripchenkov                                           | 200m schoolslag (m)   | 26e       | serie 4: 4de in 2.47,3                                                     |
| Viktor Drobinsky Vasily Karmanov Leonid Meshkov Lev Balandin | 4x200m vrije slag (m) | 10e       | serie 1: 4de in 9.01,9                                                     |
|                                                              |                       |           |                                                                            |
| Mariya Havrysh                                               | 200m schoolslag (v)   | 16e       | serie 5: 4de in 3.01,6 halve finale 1: 3de in 2.58,6 finale: 6de in 2.58,9 |
| Vera Kostina                                                 | 200m schoolslag (v)   | 20e       | serie 1: 4de in 3.07,3                                                     |
| Roza Zenziveyeva                                             | 200m schoolslag (v)   | 23e       | serie 2: 4de in 3.10,5                                                     |

Argentinië · Australië · Bahama's · België · Bermuda · Birma · Brazilië · Brits-Guiana · Bulgarije · Canada · Ceylon · Chili · China · Cuba · Denemarken · Duitsland · Egypte · Filipijnen · Finland · Frankrijk · Goudkust · Griekenland · Groot-Brittannië · Guatemala · Hongarije · Hongkong · Ierland · IJsland · India · Indonesië · Iran · Israël · Italië · Jamaica · Japan · Joegoslavië · Libanon · Liechtenstein · Luxemburg · Mexico · Monaco · Nederland · Nederlandse Antillen · Nieuw-Zeeland · Nigeria · Noorwegen · Oostenrijk · Pakistan · Panama · Polen · Portugal · Puerto Rico · Roemenië · Saarland · Singapore ·  Sovjet-Unie · Spanje · Thailand · Trinidad en Tobago · Tsjecho-Slowakije · Turkije · Uruguay · Venezuela · Verenigde Staten · Vietnam · Zuid-Afrika · Zuid-Korea · Zweden · Zwitserland